# Graal-Müritz
Das mecklenburgische Seeheilbad Graal-Müritz ist eine amtsfreie Gemeinde im Landkreis Rostock in Mecklenburg-Vorpommern. Der nordöstlich der Stadt Rostock gelegene Ort dehnt sich über eine Länge von vier Kilometern entlang der Ostseeküste aus. Die Gemeinde heißt amtlich Ostseeheilbad Graal-Müritz.

## Geografie

### Geografische Lage
Graal-Müritz liegt etwa mittig zwischen der Hansestadt Rostock und der Halbinsel Fischland-Darß-Zingst. Graal-Müritz grenzt im Norden an die Mecklenburger Bucht der südwestlichen Ostsee und ist landwärts von dem Waldgebiet Rostocker Heide umgeben. Im Osten befindet sich das Naturschutzgebiet Ribnitzer Großes Moor.

### Gemeindegliederung
Graal-Müritz ist nicht in Ortsteile gegliedert.

### Nachbargemeinden
Das Gemeindegebiet grenzt im Westen an die kreisfreie Hansestadt Rostock, im Osten an die Gemeinde Dierhagen des Landkreis Vorpommern-Rügen sowie im Süden an Gelbensande des Amt Rostocker Heide.

## Geschichte

### Graal und Müritz
Entstehung der beiden Orte

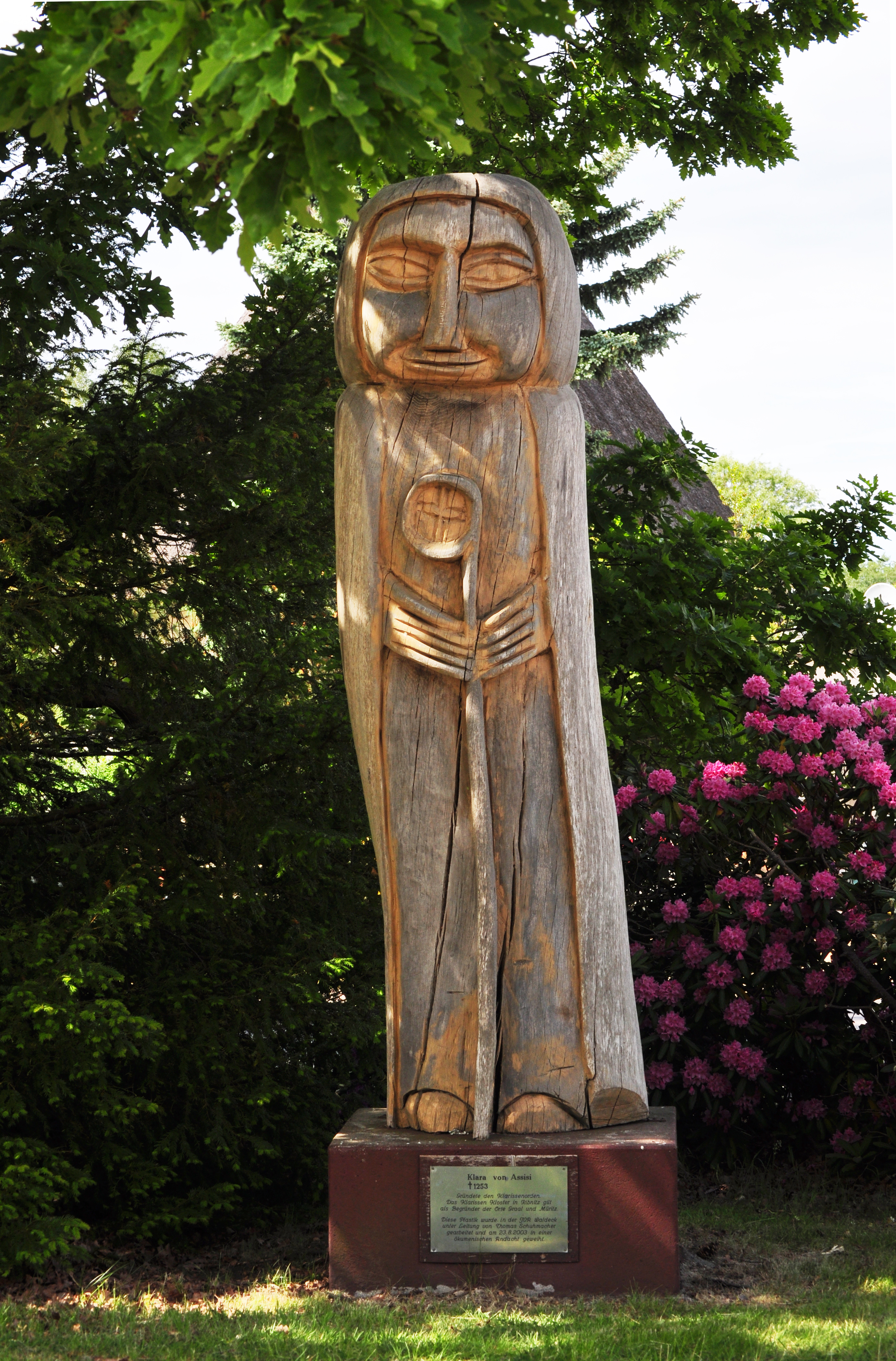
Statue von Klara von Assisi, Gründerin des Klarissenklosters, am Buswendeplatz in Müritz

Graal und Müritz waren bis 1938 zwei getrennte Orte. Der ältere östliche Gemeindeteil Müritz wurde erstmals 1328 urkundlich erwähnt. Er befindet sich hinter dem heutigen Kindersanatorium Tannenhof. Der Name des Ortes stammt von der wendischen Bezeichnung muryz (= am Meer gelegener Ort) ab, der Bezeichnung für das Stück Land in der Rostocker Heide, das Fürst Heinrich der Löwe dem Kloster St. Claren in Ribnitz 1328 schenkte. Die Urkunde vom 13. Dezember 1328 beschreibt neben vier Hufen Wald auch die Erlaubnis, einen Hof anzulegen. Nachdem die Schenkung vom Papst bestätigt wurde, informierte Bischof Brunward von Schwerin in einer weiteren Urkunde vom 31. Dezember 1330 das Kloster über die Schenkung. Die Leitung des Klosterhofs übernahm bis 1450 ein Meier, danach ein Hofmeister. Er verwaltete vier Knechte, drei Mägde, einen Kuh-, einen Gänse- sowie einen Schweinehirt. Als Bezahlung für seine Arbeit erhielt er pro Jahr u. a. acht Reichstaler, je zwei Kühe und Schweine sowie einige Scheffel Korn und Ballen Leinwand. Er war, wie auch die Mägde und Knechte auf Lebenszeit angestellt. Die Haupteinnahmequelle des Hofes war die Rinderzucht sowie die Pflege kranker Tiere. Durch diese Wirtschaftskraft war es möglich, am 29. November 1352 vom Ritter Johannes von Plessen drei weitere Hufen Land zu kaufen. Damit konnte auf dem Gelände bis zum grothen Strom, dem heutigen Stromgraben, ein zweiter Hof gegründet werden. Ab 1352 erweiterten die Nonnen des Klosters St. Claren den Hof Müritz, um den sich später eine Ortschaft bildete.
Strittig ist, ob sich in Müritz zu dieser Zeit ein schlossähnliches Bauwerk befunden haben soll. 1967 suchte der Verein für Heimatgeschichte in der Nähe des Seedeichs und stieß in rund 30 bis 40 Zentimetern Tiefe auf einen festen Untergrund sowie einige Tonscherben. Der Graal-Müritzer Claus Witt war der Auffassung, dass es sich dabei um die Überreste eines dänischen Schlosses handelte, in denen Adelige ihre unehelichen Kinder entbanden. Der Heimatforscher Werner Timm hielt dies hingegen für eine Legende.
Die Ursprünge des westlichen Gemeindeteils Graal liegen in einem Hof von 1525 (später fürstlicher Meierhof), um den sich die Ortschaft bildete. Der Name leitet sich vermutlich vom slawischen Lokator Gral, also Ort des Gral ab. Erstmals schriftlich belegt ist der Ort Graal 1567 in den Zollakten der nahegelegenen Hansestadt Rostock.
Beide Orte lebten hauptsächlich vom Fischfang und von der Kleinlandwirtschaft (Büdnerei). Im Zuge der Reformation wurden die Klöster im Land 1549 säkularisiert, und die beiden Meierhöfe gingen 1569 in den Besitz des Herrscherhauses in Mecklenburg über. Einzig das Ribnitzer Kloster widersetzte sich bis zum Tod der letzten Äbtissin Ursula dieser Veränderung. Unter Herzog Christian Ludwig wurde das Land aus dem Graaler Hof am 21. Oktober 1752 in Parzellen aufgeteilt. 1753 wurde für Graal die erste Ortssatzung für die zehn Büdnereien erlassen. 1806 wurden beide Orte von den napoleonischen Truppen besetzt, die 1811 mit dem Versprechen materieller Hilfen nach ihrer Rückkehr auch sechs Einheimische für die französische Marine werben konnten. Sie erhielten für ihre Dienste westlich des Müritzer Meierhofes je eine Parzelle. Der Hof des Erbpächters in Müritz wurde hingegen von den Truppen verwüstet. Er erhielt als Entschädigung die siebte Parzelle. 1815 entstanden die ersten Häuser in der Langen Reihe I bis XII sowie die Büdnereien XIII bis XIX. 1816 wurde Müritz zum Dorf. Zwei Jahre später siedelten sich fünf weitere Gehöfte auf dem Gebiet der heutigen Strandstraße an.
Entwicklung des Bade- und Kurbetriebs

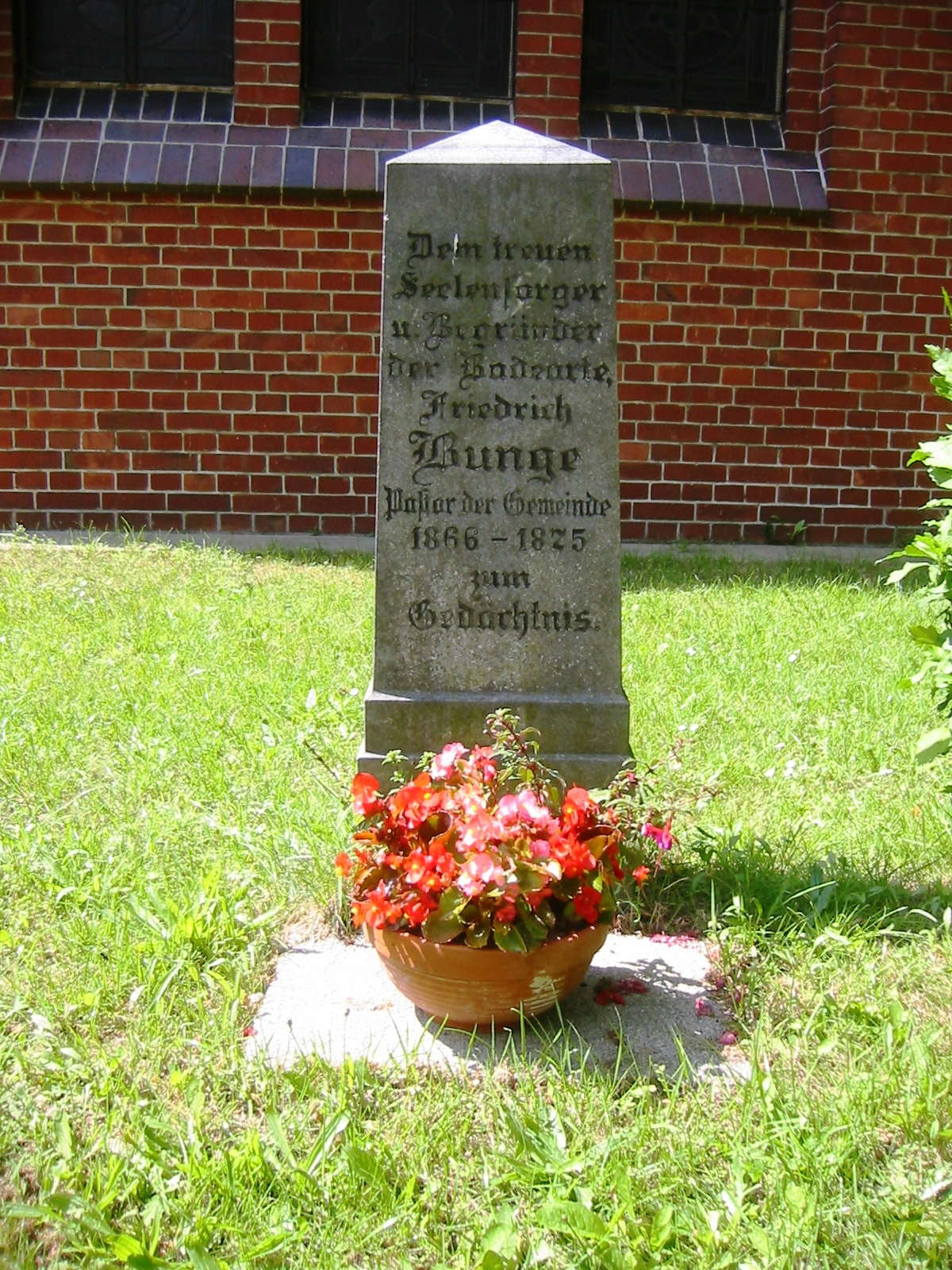
Gedenkstein für Friedrich Bunge hinter der Lukaskirche

Ab 1819/20 trafen die ersten Badegäste ein. Sie wurden vom Oberforstmeister Philipp von Stenglin aus Gelbensande auf Müritz aufmerksam gemacht. Der Badebetrieb nahm bis etwa 1860 einen stetigen Aufschwung. 1840 wurden die beiden Badeorte erstmals in schriftlichen Veröffentlichungen erwähnt, Müritz 1851 erstmals als Seebad. Eine schwere Sturmflut führte 1872 zu erheblichen Schäden an der Küste. 1873 errichtete Joachim Witt die erste Badeanstalt in Müritz. In dieser Zeit warb der Pastor Friedrich Bunge für den Badeort. Er wollte in Müritz eine Kapelle errichten lassen und wandte sich an den Großherzog Friedrich Franz II. Nach einer Intervention aus Ribnitz, welche die neue Konkurrenz fürchtete, wurde das Projekt jedoch abgelehnt. Dennoch warb Bunge für Müritz als Badeort, um damit mehr potenzielle Kirchgänger in den Ort zu locken. 1875 wurde ihm diese Tätigkeit untersagt, und er verließ enttäuscht die Gemeinde. Ein Gedenkstein hinter der Lukaskirche erinnert an sein Leben und Arbeiten.
Nachdem 1877 Carl von Mettenheimer, damaliger Landesmedizinalrat und Leibarzt des mecklenburgischen Großherzogs, die bioklimatischen Vorzüge von Wald, Moor und Ostsee an diesem Küstenabschnitt hervorhob, nahm der Bade- und Kurbetrieb erheblichen Aufschwung. Am 1. Juli 1880 öffnete das erste Hotel namens „Anastasia“ in Müritz. Beide Orte entwickelten sich zu beliebten Familienbädern an der mecklenburgischen Küste. Bereits vier Jahre später zählte man 470 Gäste, 1890 über 1000. Zu ihnen gehörten unter anderem Franz Kafka (der hier 1923 Dora Diamant kennenlernte), Erich Kästner und Lyonel Feininger. Westlich des alten Ortskerns entstand in Graal ein rechtwinklig angeordnetes Straßennetz mit großen Hotels an der Kaiser-Wilhelm-Straße (heute Parkstraße).
Weitere Punkte in der Ortsgeschichte aus dieser Zeit sind die Gründung der Freiwilligen Feuerwehr (1876), die Eröffnung der ersten Schule (1903), der Bau der Chaussee nach Hinrichshagen sowie der Bau von Seebrücken in beiden Orten (1905). Die heutige Lukaskirche wurde 1908 im Beisein des Großherzogs Friedrich Franz IV. von Mecklenburg-Schwerin samt Gattin Alexandra eingeweiht. Die Lukaskirche entstand nach Entwürfen des Geheimen Hofbaurates Gotthilf Ludwig Möckel, der auch das in der unmittelbaren Nachbarschaft gelegene Jagdschloss Gelbensande gestaltete. Die heute noch existierende Strandpromenade zwischen beiden Ortsteilen wurde 1909 errichtet. 1919 erhielt Müritz die Bezeichnung „Ostseebad“. Auch die technische Entwicklung machte nicht vor dem Ort halt. Nach dem Bau eines Wasserwerks und -turms (1913) wurde der Ort ab 1921 auch mit elektrischem Strom versorgt.
In den 1920er-Jahren wurden zahlreiche Erholungsheime eröffnet. 1925 erhielten die Orte Eisenbahnanschluss durch die  Mecklenburgische Bäderbahn. Der gemeinsame, schon Graal-Müritz genannte, Bahnhof entstand südlich von Müritz und östlich von Graal. 1929 wurde die erste Jugendherberge im Ort eröffnet.

### Graal-Müritz
1938–1990

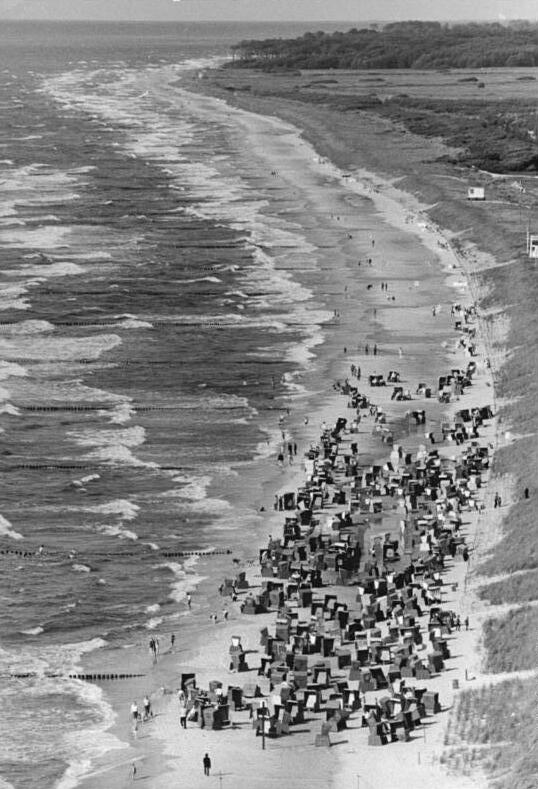
Strandkörbe am Strand von Graal-Müritz (1987)

1938 wurde Graal in das Ostseebad Müritz eingegliedert; 1939 wurde die Gemeinde in Ostseebad Graal-Müritz umbenannt. Schwerer Seegang und starke Eisbildung verursachten 1941 die Zerstörung der beiden Seebrücken sowie der Strandpromenade. Erst 1992 wurde eine neue Seebrücke im Ort errichtet. Das Universitätsklinikum Rostock verlagerte während der Luftangriffe auf Rostock von 1942 die Universitätskinderklinik nach Graal-Müritz. Nachdem am 2. Mai 1945 Graal-Müritz kampflos von der Roten Armee eingenommen worden war, kamen erst ab 1947 wieder die ersten Urlaubsgäste hierher, nun vorwiegend durch den FDGB oder durch Volkseigene Betriebe. Im Februar 1953 wurden einige Hotelbesitzer im Zuge der Aktion Rose enteignet.
Von 1955 bis 1960 wurde der Rhododendronpark Graal-Müritz vom Rostocker Gartenarchitekt Friedrich-Karl Evert angelegt. 1956 wurde ein Zeltplatz mit über 4000 Plätzen errichtet. Seit 1960 ist der Ort staatlich anerkanntes Seeheilbad. Die bauliche Substanz des Ortes, insbesondere die historisch bedeutsamen Bauten im Stil der norddeutschen Bäderarchitektur, litt während der DDR-Zeit zunehmend an mangelnder Pflege und Reparatur.
Graal-Müritz heute
Mit der politischen Wende von 1989/90 folgten im Rahmen der Städtebauförderung umfangreiche Erneuerungs- und Sanierungsanstrengungen, wodurch viel an historischer Substanz gerettet werden konnte. Seit 1993 ziert den Ort zum ersten Mal seit 1941 wieder eine Seebrücke. Der Urlauberbetrieb nahm regen Aufschwung, und Graal-Müritz entwickelte sich mehr und mehr zum beliebten Wohnort im Rostocker Umland. So wurden 2002 erstmals wieder mehr als 4000 Einwohner gezählt. Neben zahlreichen Pensions- und Hotelneubauten bekam der Ort ein „Haus des Gastes“ sowie ein Wasser- und Sportzentrum namens „Aquadrom“. Ab 2005 wurde auch der 4,5 ha große Rhododendronpark Stück für Stück saniert.
Von 1952 bis 1994 gehörte Graal-Müritz zum Kreis Rostock-Land (bis 1990 im DDR-Bezirk Rostock, 1990–1994 im Land Mecklenburg-Vorpommern). Mit der Kreisreform 1994 gehörte die Gemeinde zum Landkreis Bad Doberan; seit der Kreisgebietsreform 2011 liegt sie im Landkreis Rostock.

## Bevölkerung
| Jahr              | Einwohner |
| ----------------- | --------- |
| 1. Januar 1939    | 1466      |
| 1. Januar 1971    | 3262      |
| 31. Dezember 1981 | 4156      |

| Jahr | Einwohner |
| ---- | --------- |
| 1990 | 4079      |
| 1995 | 3696      |
| 2000 | 3901      |
| 2005 | 4235      |
| 2010 | 4236      |
| 2015 | 4154      |
| 2020 | 4080      |

| Jahr | Einwohner |
| ---- | --------- |
| 2021 | 4043      |
| 2022 | 4183      |
| 2023 | 4194      |

ab 1990: Stand: 31. Dezember des jeweiligen Jahres

## Religion

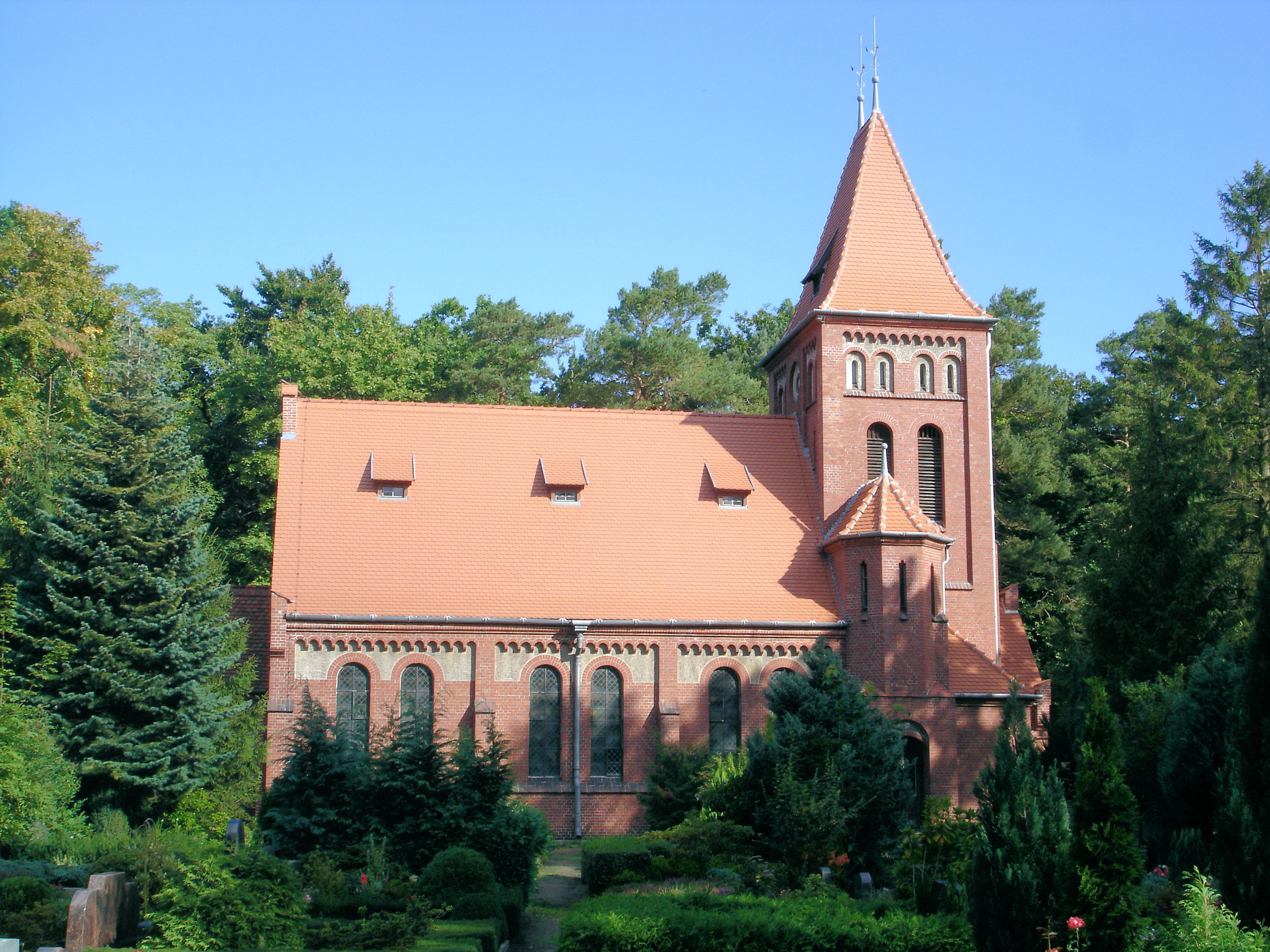
Lukaskirche

Traditionell gehören die meisten Christen der Nordkirche an.
- Hauptkirche in Graal-Müritz ist die evangelisch-lutherische Lukaskirche. Sie wurde von Hofbaurat Gotthilf Ludwig Möckel ab 1905 im Auftrag des mecklenburgischen Großherzogs im neuromanischen Stil entworfen und am 18. Oktober 1908 geweiht. Die Gemeinde gehört zur Propstei Rostock im Kirchenkreis Mecklenburg.
- Die katholische Kirche St. Ursula befindet sich auf dem Gelände der katholischen Familienferienstätte St. Ursula und gehört mit Ribnitz-Damgarten und Marlow zur Pfarrgemeinde Maria Hilfe der Christen des Erzbistums Hamburg.

## Politik

### Gemeindevertretung
Die Stadtvertretung von Graal-Müritz besteht aus 15 Mitgliedern. Die Kommunalwahl am 9. Juni 2024 führte bei einer Wahlbeteiligung von 65,9 % zu folgendem Ergebnis:
| Partei / Wählergruppe                         | Stimmenanteil 2019 | Sitze 2019 |  | Stimmenanteil 2024 | Sitze 2024 |
| --------------------------------------------- | ------------------ | ---------- |  | ------------------ | ---------- |
| Wirtschaftliche Vereinigung Graal-Müritz (WV) | 22,5 %             | 3          |  | 26,6 %             | 4          |
| Bündnis für Graal-Müritz                      | –                  | –          |  | 19,7 %             | 3          |
| CDU                                           | 18,0 %             | 3          |  | 16,2 %             | 3          |
| AfD                                           | –                  | –          |  | 13,5 %             | 2          |
| Die Linke                                     | 22,2 %             | 3          |  | 08,8 %             | 1          |
| SPD                                           | 14,3 %             | 2          |  | 07,9 %             | 1          |
| Bündnis 90/Die Grünen                         | 03,3 %             | 1          |  | 07,3 %             | 1          |
| Einzelbewerber Thomas Kröppelien              | 08,0 %             | 1          |  | –                  | –          |
| Heimatfreunde Graal-Müritz                    | 03,4 %             | 1          |  | –                  | –          |
| Einzelbewerber Dieter Zenker                  | 03,2 %             | 1          |  | –                  | –          |
| Einzelbewerber Wolfgang Rühs                  | 02,8 %             | –          |  | –                  | –          |
| Einzelbewerber Helge Buuk                     | 01,2 %             | –          |  | –                  | –          |
| Einzelbewerber Michael Brun-Hollien           | 01,1 %             | –          |  | –                  | –          |
| Insgesamt                                     | 100 %              | 15         |  | 100 %              | 15         |

### Bürgermeister
- 1994–1997: Mathias Löttge (CDU)
- 1997–2018: Frank Giese (parteilos)[11]
- seit 2018: Benita Chelvier (CDU)

Chelvier wurde in der Bürgermeisterstichwahl am 6. Mai 2018 mit 57,8 % der gültigen Stimmen für eine Amtszeit von sieben Jahren gewählt.

### Wappen und Flagge

Flagge mit dem Wappen der Gemeinde Graal-Müritz

Das Wappen wurde von der Gemeindevertretung am 10. Juli 1955 angenommen und ist unter der Nr. 30 der Wappenrolle von Mecklenburg-Vorpommern registriert. Das Wappen wurde von dem Graal-Müritzer Walter Gutknecht gestaltet. Blasonierung: „Gespalten; vorn in Blau einen senkrecht stehenden, nach außen gekehrten, silbernen Fisch, hinten in Gold ein grünes aufrecht stehendes Eichenblatt.“
Die Flagge der Gemeinde Ostseeheilbad Graal-Müritz zeigt in fünf Längsstreifen die Farben Silber (Weiß), Blau, Gold (Gelb), Grün und Silber (Weiß). Die beiden äußeren Streifen nehmen je ein Drittel, die mittleren Streifen je ein Neuntel der Flaggenhöhe ein. Auf der Mitte des Flaggentuches liegt, jeweils auf die halbe Höhe der silbernen (weißen) Streifen übergreifend, das Gemeindewappen. Die Länge des Flaggentuchs verhält sich zur Höhe wie 5:3.

### Städtepartnerschaften
Es besteht eine Partnerschaft mit der schleswig-holsteinischen Gemeinde Barsbüttel.

## Sehenswürdigkeiten und Kultur

### Bauwerke und Denkmale
→ Siehe auch Liste der Baudenkmale in Graal-Müritz

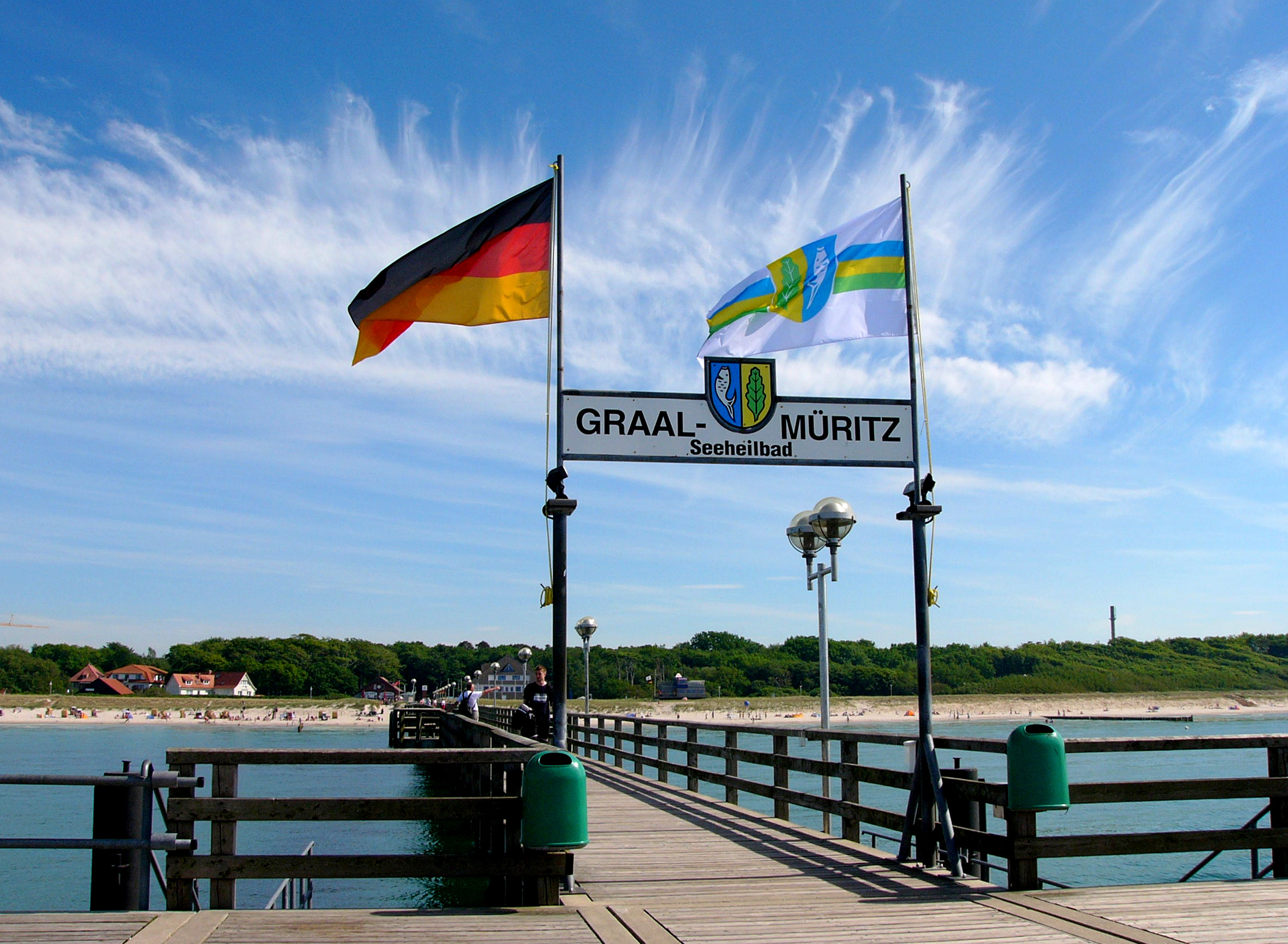
Seebrücke und Strand

Der Architektur des Ortes wird – wie in vielen anderen Kur- und Badeorten der mecklenburgischen Ostseeküste – durch zahlreiche Bauten im Stil der norddeutschen Bäderarchitektur geprägt.
- Seebrücke, 350 m lang, 3 m breit und verfügt am Ende über einen Brückenkopf mit einer Breite von 12,5 m. An dieser Stelle beträgt die Wassertiefe durchschnittlich 4,2 m. Die Gründungspfähle bestehen aus 2,5 cm dickem Stahl ST 52 mit einer Länge von 11 bis 17 m bei einem Durchmesser von 76,2 cm. Als Holzüberbau wurde Lärchenholz verwendet, die Anlegedalben bestehen aus Eichenholz. Die Brücke wurde von Oktober 1992 bis März 1993 mit Mitteln aus der Gemeinschaftsaufgabe „Verbesserung der regionalen Wirtschaftsstruktur“ sowie mit Mitteln des Europäischen Fonds für regionale Entwicklung von der Gemeinde und Kurverwaltung Graal-Müritz nach einem Entwurf von b & o Ingenieure aus Hamburg errichtet. Von April bis Oktober werden von der Seebrücke aus Ostsee-Kreuzfahrten nach Warnemünde und zum Darß angeboten.

Zuvor bestanden bereits mehrere Seebrücken, die meist von Sturmfluten oder schwerem Eisgang zerstört wurden. So errichtete der Besitzer des ersten Hotels („Anastasia“) am Ort in Graal-Müritz bereits 1882 eine Landungsbrücke, um seinen Gästen Dampferverbindungen nach Warnemünde anzubieten. Ein Jahr später wurde die Brücke im November 1883 durch eine Sturmflut zerstört, wie auch die daraufhin erneuerte Brücke. Sie wurde im Winter 1890/1891 so stark beschädigt, dass auch sie abgerissen werden musste. In der Nähe des Stromgrabens wurde 1905 eine 320 Meter lange Seelandungsbrücke von einem Privatmann finanziert. Fünf Jahre später errichtete der Baumeister Thiel, der auch für den Wasserturm der Gemeinde verantwortlich zeichnete, eine weitere, 225 Meter lange Brücke. Beide wurden in einer Silvester-Sturmflut 1913 zerstört. Die neuerlichen Aufbauten hielten bis 1940/1941, als schwerer Eisgang wiederum starke Beschädigungen an den Brücken hervorrief, die zum Abriss führten. Ein weiterer, kurzer Steg wurde von der Roten Armee abgerissen, da man Fluchtversuche von Urlaubern über die Ostsee fürchtete.

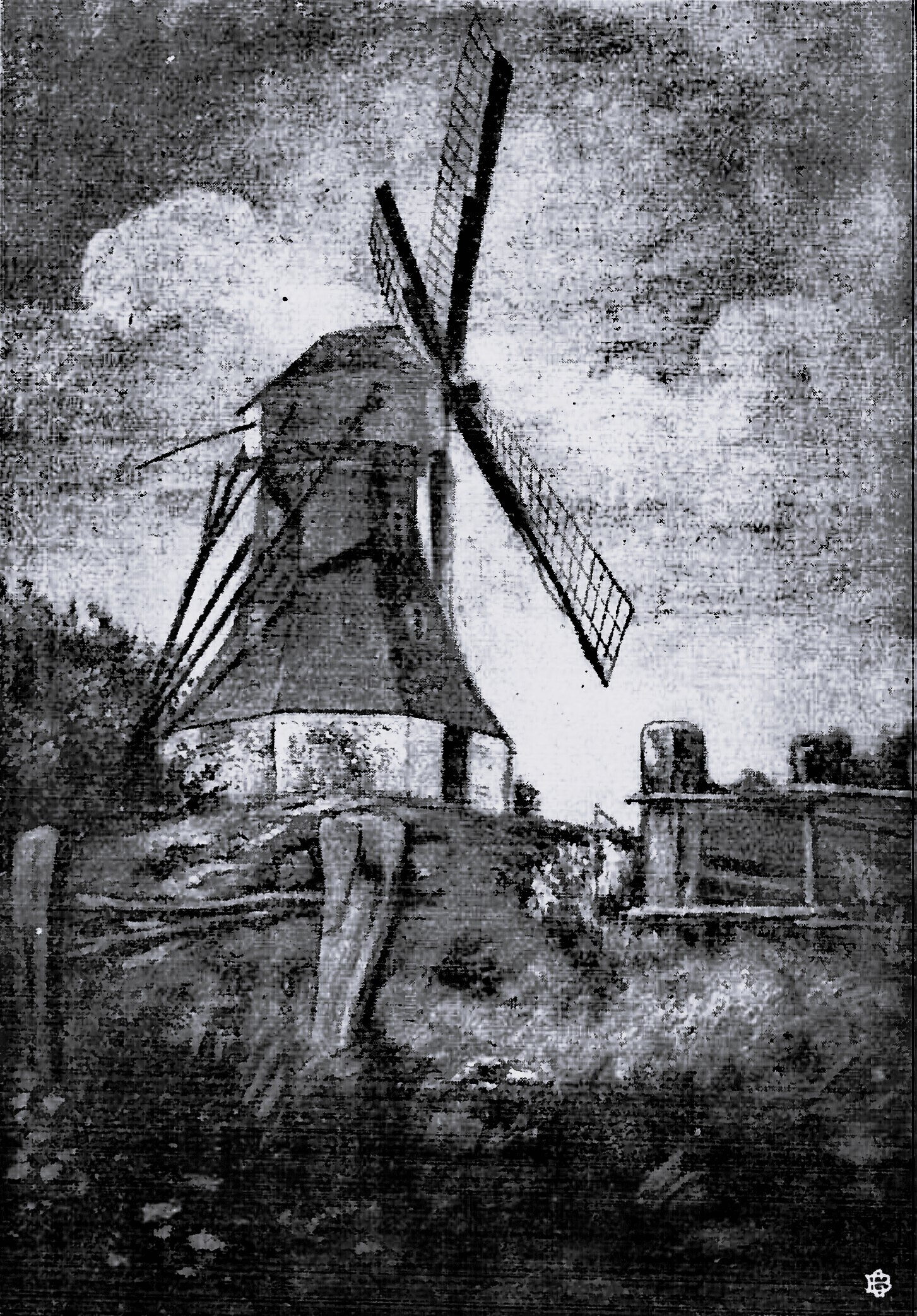
Mühle in Graal von Willibald Leo von Lütgendorff-Leinburg

- Heimatmuseum, verfügt über eine Dauerausstellung mit dem Titel „Vom Fischerdorf zum Seeheilbad“. Der erste Zeitraum beschreibt die Gründerzeit von 1328 bis 1880, der zweite die Zeit der Gemeinde im Dritten Reich. Der letzte Abschnitt befasst sich mit der Entwicklung von Graal-Müritz seit 1945. Weiterhin ist eine Galerie des Malers Joachim Weyrich zu sehen.[16] Daneben gibt es eine Galerieholländer-Windmühle, die 1852 erbaut wurde und seit den 1960er Jahren als Wohnhaus fungiert.[17]
- Lukaskirche, nach dem Heiligen Lukas benannt, im Stile der Neuromanik erbaut und am 18. Oktober 1908 im Beisein des Großherzogs Friedrich Franz IV. von Mecklenburg-Schwerin samt Gattin Alexandra geweiht.
- St.-Ursula-Kirche, nach Ursula, der neunten und letzten Äbtissin des Klarissenklosters in Ribnitz benannt. Die Inneneinrichtung wurde vom Berliner Bildhauer Paul Brandenburg, die Bleiglasfenster vom Nettetaler Künstler Johannes Beeck entworfen.

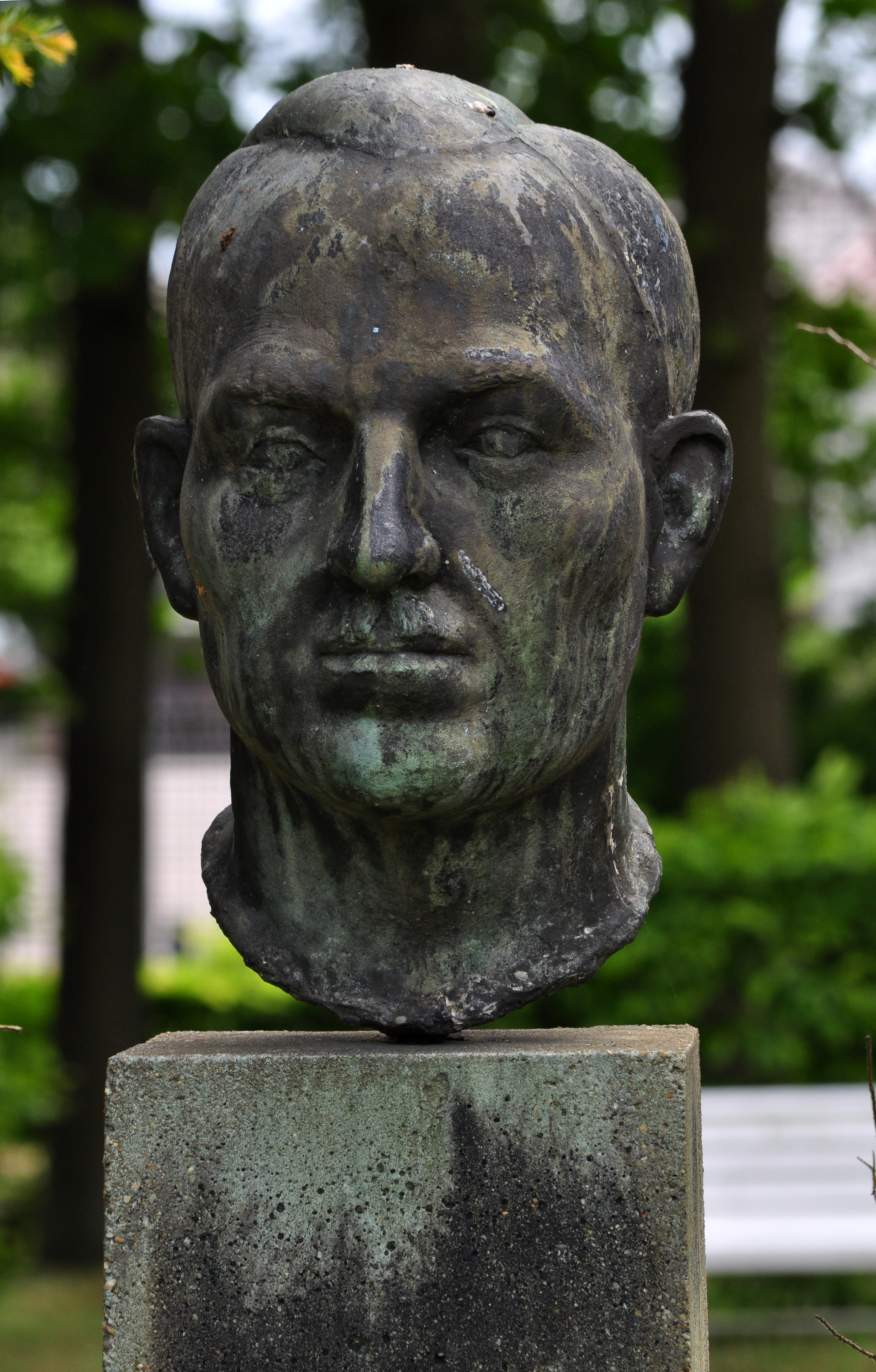
Porträtbüste von Richard Aßmann

- Gedenkstein für Richard Aßmann, der während der Köpenicker Blutwoche 1933 von SA-Männern ermordet wurde, auf dem Gelände der Rehaklinik (seit 1951). Seit 1978 erinnert an ihn auch eine Büste, die vom Bildhauer Wolfgang Eckardt geschaffen wurde.
- Wasserturm in der Straße Am Wasserturm, 1913 fertiggestellt, 32 Meter hoch. Baumeister war Wilhelm Piehl, dem später die Ehrenbürgerschaft der Gemeinde verliehen wurde. Der Turm versorgte die Gemeinde bis 1988 mit Trinkwasser und fasste rund 150 m³. Seit 2005 befindet er sich in Privatbesitz.[18]
- Villa in der Fritz-Reuter-Straße 17, der Schriftsteller Rudolf Presber schrieb 1926 über sie den Roman Haus Ithaka.

### Natur

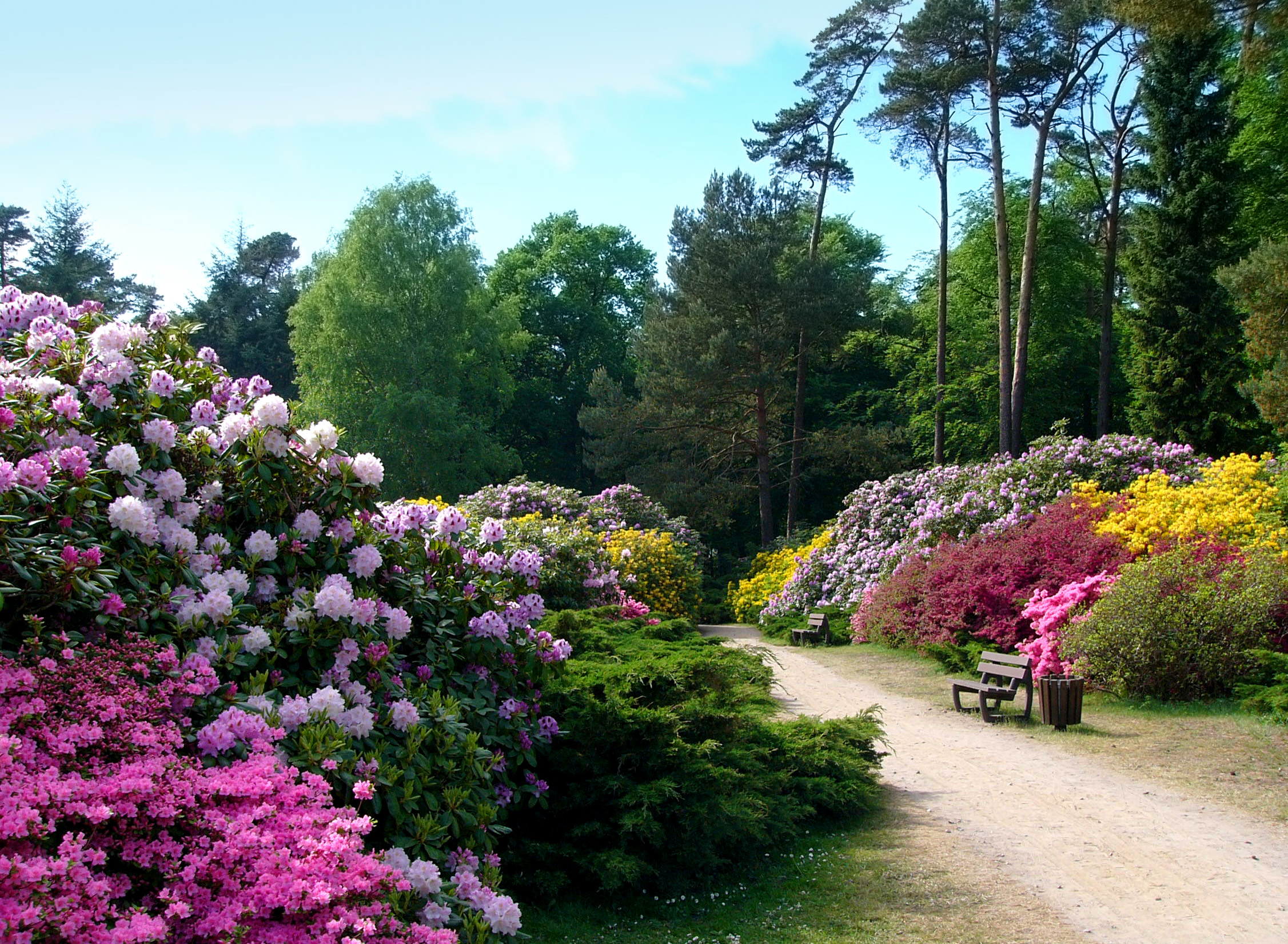
Rhododendronpark

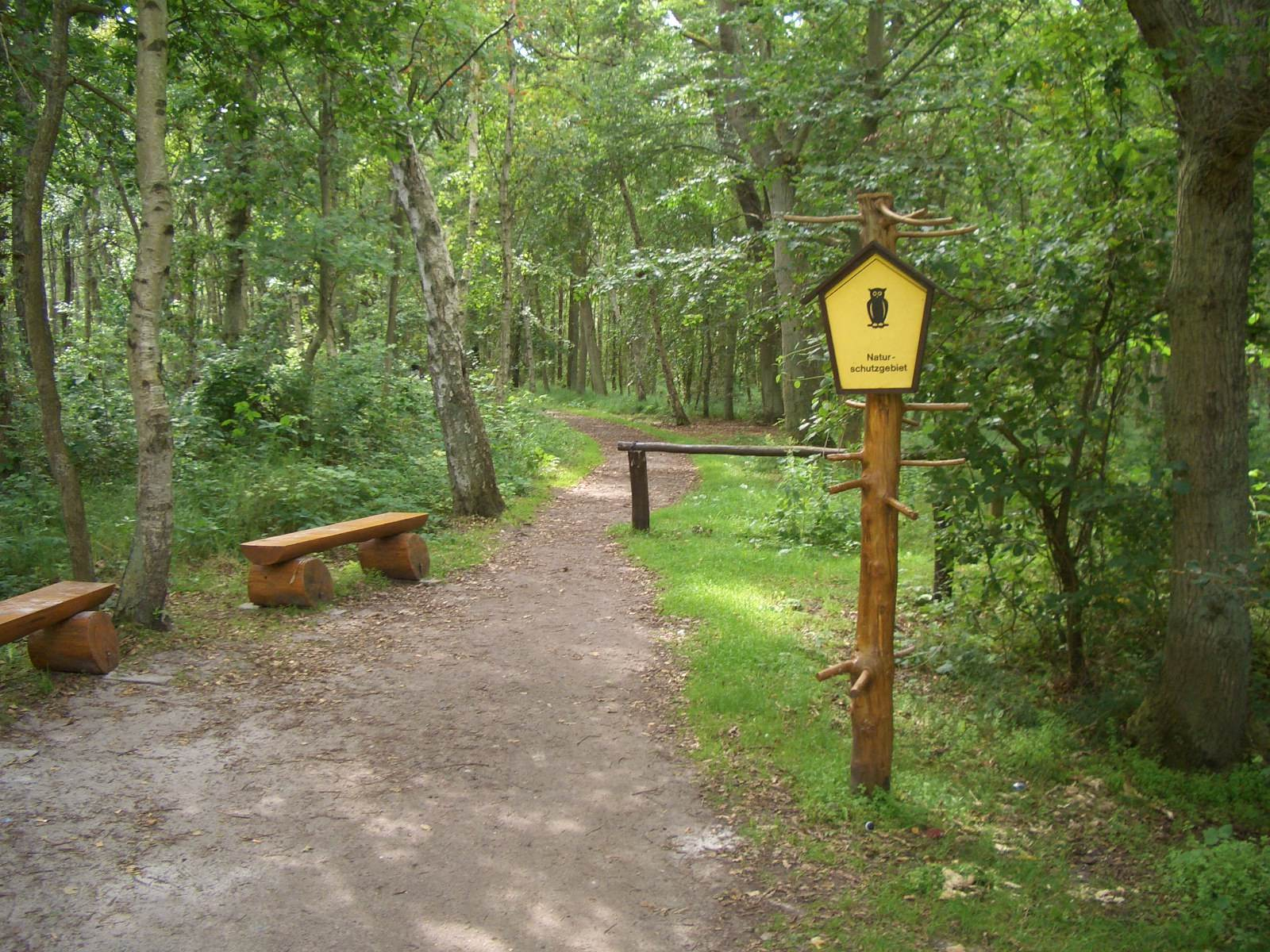
Eingang zum Naturschutzgebiet Ribnitzer Großes Moor

Graal-Müritz ist als Seeheilbad ein klassischer Bade- und Kurort. Der Ort verfügt über einen 4 km langen, natürlichen Sandstrand entlang der südwestlichen Ostseeküste und ist umgeben vom Waldgebiet „Rostocker Heide“. Das Gemisch aus See- und Waldluft erzeugt ein natürliches Heilklima, wodurch sich neben zahlreichen Hotels und Pensionen auch mehrere Kurkliniken etabliert haben.
Im Osten grenzt Graal-Müritz an das Naturschutzgebiet Ribnitzer Großes Moor, in dem auf einem Naturlehrpfad naturkundliche Führungen angeboten werden.
Der Rhododendronpark Graal-Müritz im Westen des Ortes ist mit seiner Größe von 4,5 ha und etwa 2500 Stauden einzigartig in Mecklenburg-Vorpommern und einer der größten seiner Art in Deutschland.

### Regelmäßige Veranstaltungen
Auf einer Open-Air-Bühne am Vorplatz der Seebrücke, im Konzertpavillon des Rhododendronparks sowie in einer Strandmuschel finden regelmäßig musikalische Veranstaltungen statt.
Veranstaltungshöhepunkte des Jahres sind:
- Neujahrsfeuer an der Seebrücke (1. Januar)
- Kunsthandwerkermarkt zum Frühlingsanfang (März)
- Osterfeuer an der Seebrücke (März/April)
- Rhododendronparkfest im Rhododendronpark (Mai)
- Mittsommernachtsfest (Juni)
- Seebrückenfest mit Feuerwerk (Juli)
- Sommerfest mit Sommerparty (August)
- Fest der Moorgeister (September)
- Schneckenlauf (November), jeder Teilnehmer des Laufs erhält am Ziel eine Streuselschnecke, die von den Bäckern des Ortes gesponsert werden
- Weihnachtsmarkt (Dezember)

## Wirtschaft und Infrastruktur

### Wirtschaft

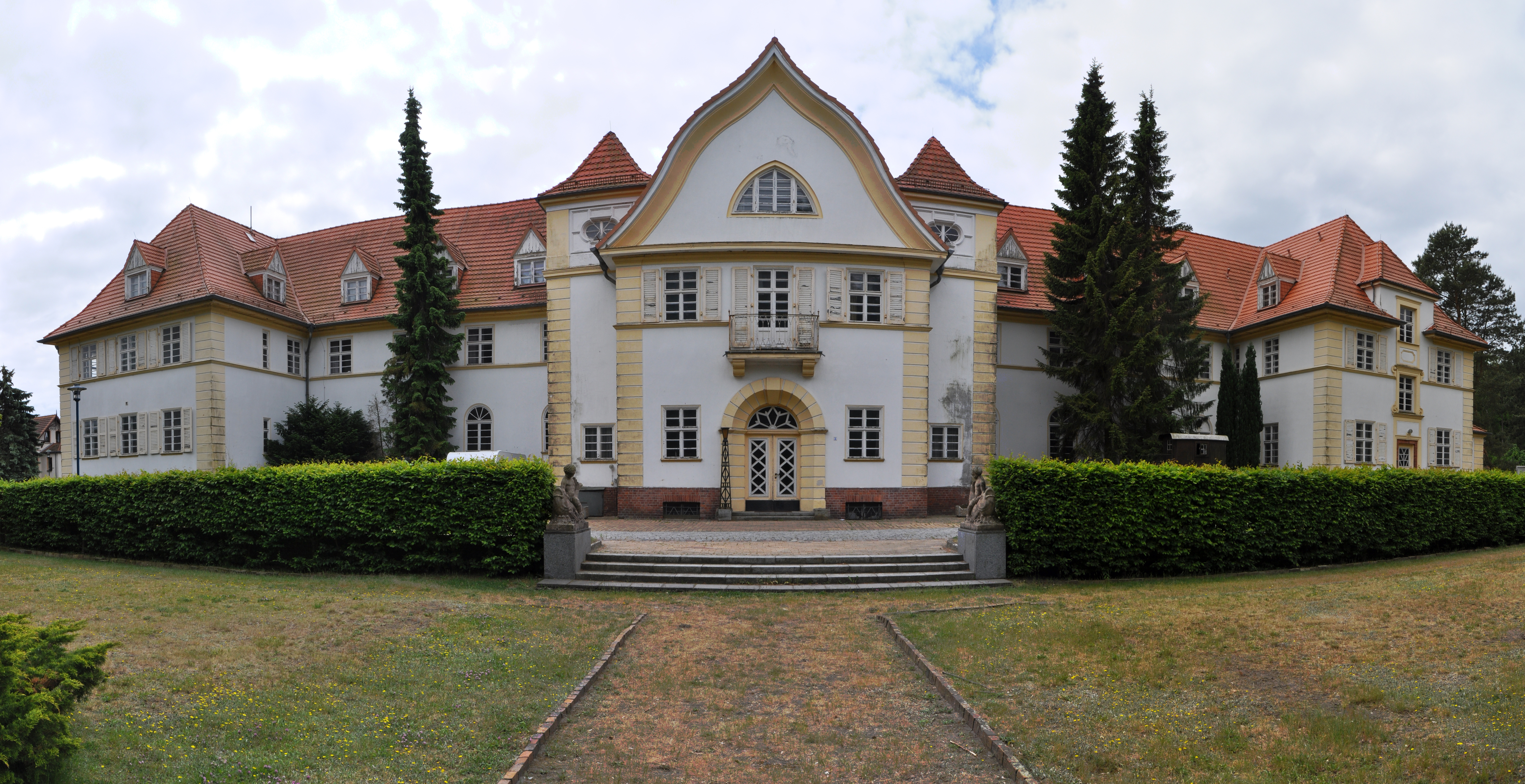
Reha-Klinik

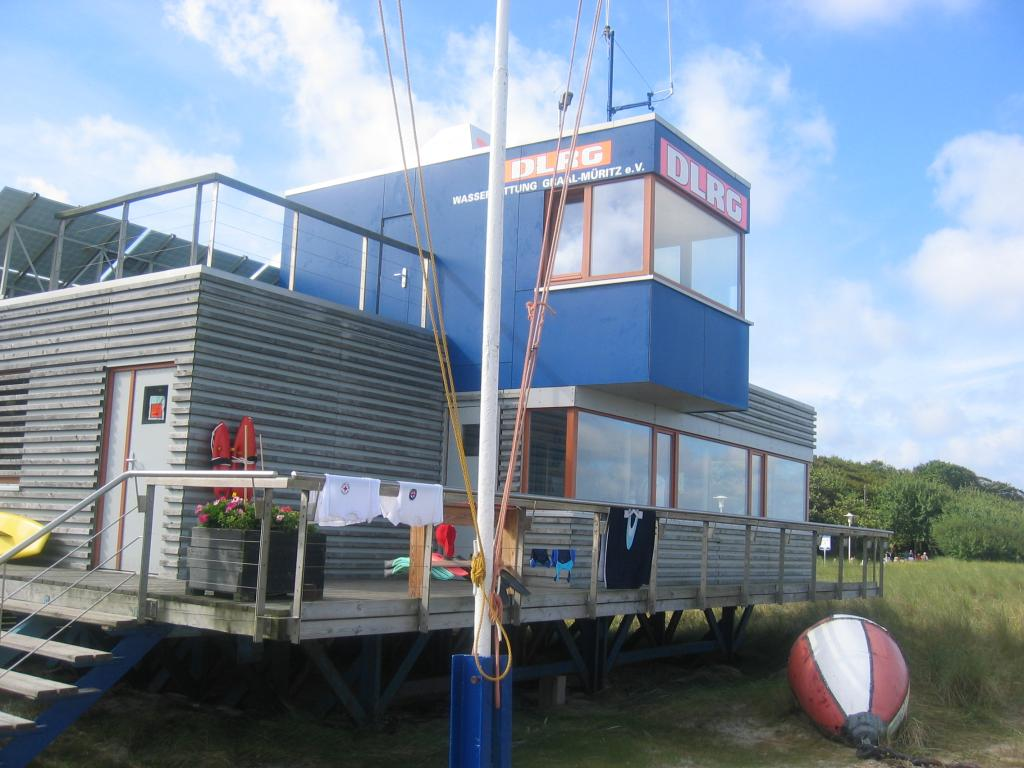
Solarbetriebene DLRG-Wasserrettungsstation

Die Wirtschaft von Graal-Müritz ist von kleinen und mittelständischen Unternehmen aus Handwerk und Tourismus geprägt. Daneben sind vor allem mehrere Reha-Kliniken, Hotels und zahlreiche Pensionen von ökonomischer Bedeutung. Im Bereich Tourismus hat sich der Kurort vor allem auf Aktivurlaub und Gesundheitsangebote spezialisiert.

### Verkehr
Graal-Müritz liegt an der Landesstraße 22 zwischen Rostock und Ribnitz-Damgarten. Die nächstgelegene Autobahnanschlussstelle ist Rostock-Nord an der A 19 (Rostock–Berlin).
Der Bahnhof Graal-Müritz liegt an der Bahnstrecke Rövershagen–Graal-Müritz. Er wird von der Regionalbahnlinie RB 12 (Rostock Hauptbahnhof–Graal-Müritz) bedient.
Der nächstgelegene Flughafen ist Rostock-Laage.

### Bildung
- Grundschule
- Förderschule
- Greenhouse School, Integrierte Ganztags- und Gesamtschule mit gymnasialer Oberstufe in gemeinnütziger, privater Trägerschaft[20]

### Sport
- Der 1926 gegründete TSV Graal-Müritz nutzt das Aquadrom-Waldstadion (Lage) und verfügt über Abteilungen in Badminton, Fußball, Kegeln, Laufen, Handball und Volleyball.
  - Vorherige Namen: TSV 1926 Graal „Gut Heil“ (1926–1945), SG Möwe Graal-Müritz (1946–1948), BSG Lokomotive (1948–1949), SG Fortschritt (1949–1950), BSG Wismut (1950–1953), BSG Medizin (1953–1990), SV Bau (1990–1998)

### Musik
- Das von Helmut Gerstner (vom Philharmonischen Orchester des Volkstheaters Rostock) am 7. Oktober 1973 gegründete Mandolinenorchester spielt seit 1991 als eingetragener Verein und ist durch zahlreiche Auftritte im Ort und in Rostock und Umgebung bekannt. Seit 1987 bis heute wird das Ensemble von Katrin Labahn geleitet. Das Repertoire reicht von russischen, italienischen, mecklenburgischen, irischen Volksliedern über Shantys bis zu Bach oder Mozart und sogar zu Film-, Pop- und Schlagermusik. Neben Mandolinen sind auch die Mandola, Gitarre, und Bass sowie Soloinstrumente vertreten.[21]

## Persönlichkeiten

### Ehrenbürger
- 1928: Rudolf Presber (1868–1935), Schriftsteller[22]
- 1995: Johann Schuldt (1909–2000)[23]
- 2005: Hans-Joachim Vergin (1926–2024)[24]
- 2011: Walter Gutknecht (1931–2020)[24]
- 2023: Joachim Weyrich (* 1945)

### Söhne und Töchter des Ortes
- Eckhart Lewering (* 1943), Politiker (SPD)
- Horst Freese (* 1944), Eisschnellläufer
- Susann Uplegger (* 1971), Schauspielerin

### Mit Graal-Müritz verbundene Persönlichkeiten
- Carl von Mettenheimer (1824–1898), Mediziner, Gründer des ersten Kinderkrankenhauses
- Carl Malchin (1838–1923), Landschaftsmaler; von ihm stammen die Werke „Torfbrücke“ (1901) und „Teerofen bei Müritz“ (1906)
- Karl Lorenz Rettich (1841–1904), Maler, lebte seit 1897 im Sommer in der „Villa Antonie“
- Georg Kaulbach (1866–1945), Maler, lebte im Ort
- Lyonel Feininger (1871–1956), Maler und Grafiker, lebte zeitweise im Ort
- Paul Schreiber, (1873–1921), Maler, gestaltete die Ausmalung der evangelischen Kirche, lebte im Haus „Daheim“
- Franz Schreker (1878–1934), Komponist, verbrachte den Sommer 1923 in Graal und komponierte hier Teile seiner Oper „Irrelohe“
- Franz Kafka (1883–1924), Schriftsteller, lernte im Juli 1923 in Graal-Müritz Dora Diamant kennen
- Hans Vollrath Kirsch (1886–1953), Dichter und Landschaftsmaler, lebte im Ort
- Hans Fallada (1893–1947), Schriftsteller, verbrachte als Kind mit seiner Familie in Graal mehrere Urlaube, die er in seiner Monografie („Damals bei uns daheim“) als eine glückliche Zeit beschreibt: „Graal fängt schon schüchtern an, sich ein Seebad zu nennen, da wird man wohl schon baden müssen. Freilich, es sind fast vierzig Jahre seitdem vergangen, eigentlich keine so außerordentlich lange Zeitspanne, aber jedenfalls dachte man damals noch sehr viel anders über Baden als heute! Zu vieles Baden war ungesund, es »zehrte«, man mußte sich mit dem Baden in acht nehmen, nicht zu lange und nicht zu häufig!“[25]
- Severa Dennstedt (1893–1971), Malerin, lebte im Ort
- Herbert Bartholomäus (1910–1973), Grafiker und Illustrator, schuf Zeichnungen des Ortes, wie beispielsweise des Rhododendronparks
- Werner Timm (1927–1999), Kunsthistoriker, in Graal-Müritz aufgewachsen
- Paul Brandenburg (1930–2022), Bildhauer, gestaltete den Innenraum der katholischen Kirche St. Ursula
- Herbert Nachbar (1930–1980), Schriftsteller, lebte im Ort
- Heino Kleiminger (1939–2015), Fußballspieler, lebte im Ort
- Joachim Puttkammer (* 1942), 1993 bis 2004 Pastor an der Lukaskirche, zuvor in Greifswald
- Joachim Weyrich (* 1945), Leiter des Heimatmuseums Graal-Müritz
- Mathias Löttge (* 1958), ehemaliger Bürgermeister des Ortes